# 1806 en photographie
| Années de la photographie : 1803 - 1804 - 1805 - 1806 - 1807 - 1808 - 1809    |
| Décennies de la photographie : 1770 - 1780 - 1790 - 1800 - 1810 - 1820 - 1830 |

Cet article présente les faits marquants de l'année 1806 en photographie.

## Naissances
- 26 mars : Jean César Adolphe Neurdein, dit Charlet, photographe français, mort le 27 mars 1867.
- 23 juin : Johan Adolf Sevén (sv), photographe suédois, mort le 23 décembre 1870.
- 17 septembre : Guillaume Duchenne de Boulogne, médecin neurologue français, qui a utilisé la photographie pour documenter toutes les expressions possibles du visage, mort le 15 septembre 1875.
- 22 septembre : Adrien Constant de Rebecque dit Constant Delessert, photographe suisse, mort le 30 mai 1876.
- 16 décembre : Frédéric Martens, photographe et graveur italien, actif en Italie, en Suisse et en France, mort le 12 janvier 1885.
- Date précise non renseignée ou inconnue :
  - Marie Kinnberg (en), photographe suédoise, morte le 30 mars 1858.